# Скьявон
Скьявон (итал. и вен. Schiavon) — коммуна в Италии, располагается в провинции Виченца области Венеция.
Население составляет 2327 человек, плотность населения — 212 чел./км². Занимает площадь 11,96 км². Почтовый индекс — 36060. Телефонный код — 0444.
Покровителем населённого пункта считается святой Исидор Севильский. Праздник ежегодно отмечается 15 мая.

## Города-побратимы
- Монти-Белу-ду-Сул, Бразилия

## Внешние ссылки
- Официальный сайт населённого пункта  (итал.)